# 정명준 (기업인)
정명준(1958년 1월 5일 ~ )은 대한민국의 기업인이다.